# Gossläroverket

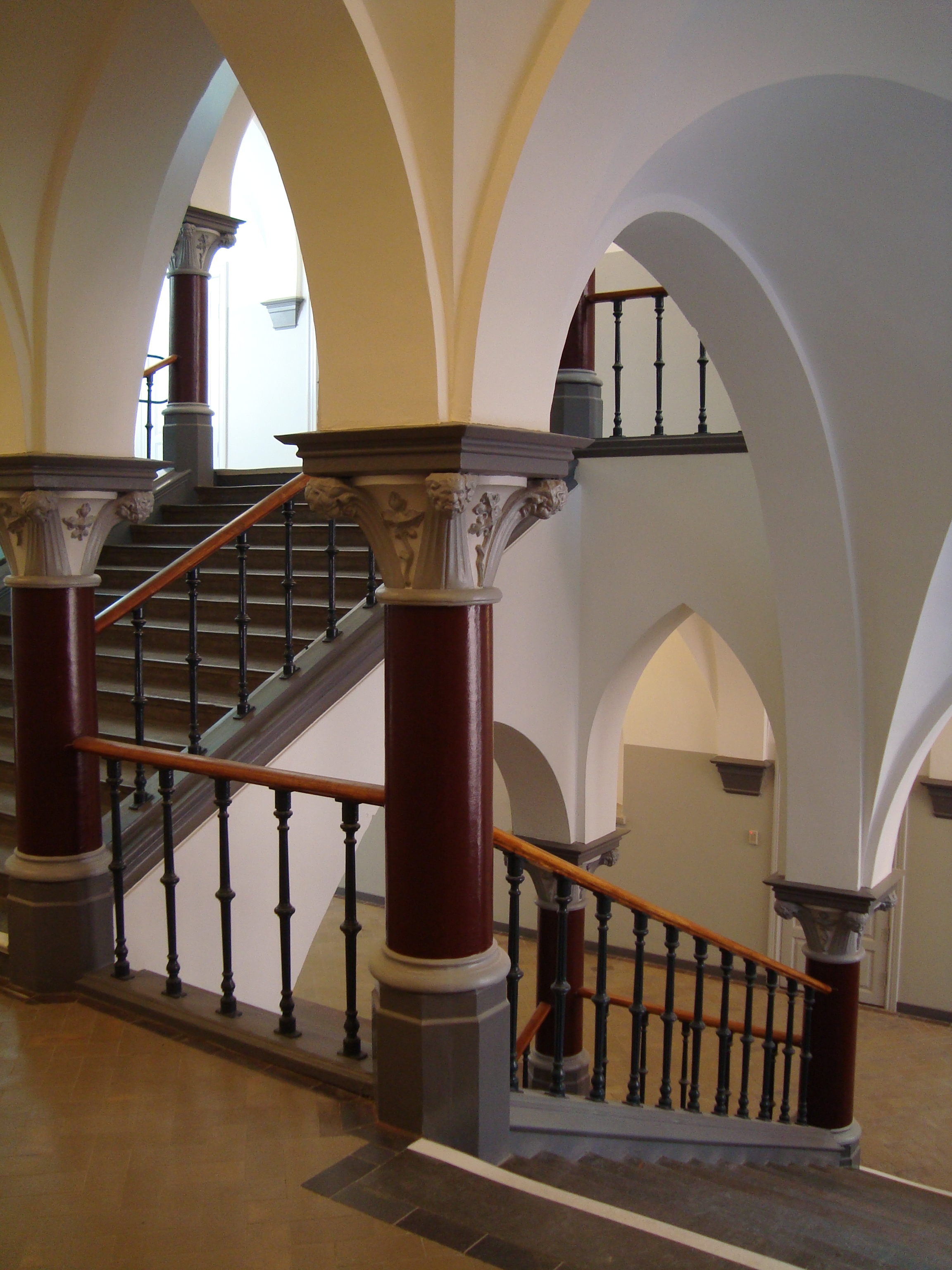
Den centrala trapphallen.

Gossläroverket är en tidigare skolbyggnad i Helsingborg, som uppfördes 1898 vid Bergaliden på landborgen, strax intill medeltidsborgen Kärnan och parken Slottshagen. Byggnaden inrymde fram till 2005 den kommunala gymnasieskolan Nicolaiskolan, som numera är belägen i före detta Clemensskolans lokaler i Skolstaden.  I Helsingborgs stads bevarandeprogram för stadskärnan från 2002 klassificeras byggnaden som "särskilt värdefull bebyggelse" enligt äldre Plan- och bygglagen (3:12§).

## Arkitektur
Gossläroverket vänder sig med sin huvudfasad åt öster och Bergaliden, medan baksidan vänder sig mot stadskärnan nedanför. Byggnaden är uppförd i nygotisk stil i tre våningar med fasader av mörkrött förbländertegel. Byggnadsvolymerna är disponerade enligt ett för 1800-talsinstitutioners typiskt mönster, där ett central placerat, monumentalt entréparti flankeras av flyglar och sidopaviljonger. Bakom huvudfasaden sträcker en samlingssalsbyggnad och de två flyglarna ut sig, vilket ger byggnaden en E-formad plan. Den stora samlingssalsbyggnaden, som innehåller skolans aula, har en korartad form med strävpelare och takspira, vilket gör byggnadens baksida till en karakteristisk silhuett i Helsingborgs stadsbild. Paviljongerna i norr och söder flankeras på vardera sidan av tornliknande partier som bidrar till byggnadens karaktär. 
Bottenvåningen avskiljs från de övre våningarna av en gördelgesims och från sockeln av en fotgesims och har till största delen fönster med stickbågsvalv och korspostfönster. Undantaget är entrépartiet, som har fönster med spetsbågiga valv. Fönsterna i de två översta våningarna binds samman av en större insjunken spetsbåge, vari andra våningens stickbågiga fönster och tredje våningens spetsbågiga fönster inryms gemensamt. Vertikalt är fönsterna grupperade tre i rad, förutom i de västra partierna i de två flyglarna, där de är grupperade i fyrtal. I entrépartiet är fönstren på tredje våningen starkare gotiserade genom att vara högre och tudelade, krönta av ett fyrpass. Taket är valmat och klätt i numera ärgad koppar. Inuti ryms en till två vindsvåningar. En av de få förändringar som gjorts på byggnaden är att större takfönster på vissa ställen tagits upp när vinden inretts till föreläsningssalar.

## Historik
Helsingborgs tillväxt under 1800-talets andra hälft medförde ett allt större behov av lokaler för högre utbildning. Redan i slutet av 1850-talet hade den år 1845 invigda skolan på Södra Storgatan blivit för liten, vilket ledde till att en ny läroverksbyggnad 1862–1863 uppfördes på landborgsbranten ovanför den gamla skolan. Även det nya läroverket blev snart för trångt, trots att det byggdes ut 1880, och flera utbyggnadsplaner diskuterades under 1880-talet. År 1890 föreslog Kungl. Maj:t. att man skulle inrätta två nya lektorat tillsammans med två ytterligare adjunktstjänster på villkor att läroverket gavs tillgång till ändamålsenliga lokaler. Förslaget diskuterades i stadsfullmäktige och antogs under 1892 genom två beslut den 12 januari och den 19 april. Den nya läroverksbyggnaden skulle rymma 500 elever och under 1892–1893 hölls en arkitekttävling om byggnadens utformning. Tävlingen vanns av Fredrik Dahlberg och A. Johansson, med rådhusarkitekten Alfred Hellerströms förslag på andra plats. Dock ansågs Hellerströms förslag vara både billigare och mer estetiskt tilltalande och uppdraget gick därför slutligen till honom. Den 16 maj 1893 antogs Hellerströms förslag av fullmäktige, men bygget påbörjades inte förrän hösten 1895, sedan den 18 000 kvadratmeter stora tomten norr om gamla läroverket köpts upp av staden. Läroverksbyggnaden kom att kosta 295 143 kronor och kunde invigas den 29 november 1898 av biskopen i Lunds stift, Gottfrid Billing. I det gamla läroverket startade år 1904 Handelsgymnasiet under namnet "Helsingborgs högre handelsinstitut".
Skolan gick till en början endast under namnet "Högre allmänna läroverket", men efter att riksdagen beslutat att även kvinnor skulle få tillträde till statliga skolor byggdes Högre allmänna läroverket för flickor, numera Olympiaskolan, vilken invigdes 1928. Efter detta gick skolan under namnet Högre allmänna läroverket för gossar, men i folkmun kallades skolan oftast för Gossis. Redan på 1930-talet blev Gossläroverket för litet för sitt elevantal, men en utbyggnad kom att dröja ända till 1950-talet. Vid denna tid diskuterades en större utbyggnad, som innebar att även den gamla byggnaden skulle ersättas med ett nytt, större skolkomplex. Planerna stannade dock vid en fristående annexbyggnad norr om huvudbyggnaden, ritad av Paul Hedqvist. Annexet förbands med den gamla skolan genom en uppglasad korridor och bestod av en kompakt byggnadsvolym med en central atriumgård. Åren 1963–64 uppfördes en ny kombinerad gymnastik- och matsalsbyggnad i söder, mellan den gamla läroverksbyggnaden, Handelsgymnasiet, och Gossläroverket. Även denna ritades av Paul Hedqvist. År 1963 blev skolan samgymnasium, vilket öppnade skolan för kvinnliga elever och 1964 bytte den namn till Nicolaiskolan, efter dominikanklostret Sankt Nicolai, som under medeltiden legat på platsen. År 1966 slogs Handelsgymnasiet samman med Nicolaiskolan. Dav Fahkum, grundat 1969, är en av de elevföreningar från denna tid som fortfarande är verksam. Den kommunala skolverksamheten stannade kvar i byggnaden fram till 2005, då kommunfullmäktige beslutade att ett flertal av de kommunala gymnasieskolorna skulle samlas på ett så kallat gymnasiecampus, Skolstaden, vid Viskängsstråkets norra del. Detta innebar att Nicolaiskolan flyttade in i före detta Clemensskolans lokaler. Den drygt 5 000 kvadratmeter stora huvudbyggnaden såldes ut med stor förlust och omvandlades av de nya ägarna till kontorslokaler, medan friskolan Kunskapsskolan flyttade in i annexet.